# Водынские
Водынские (пол. Wodyński) — польско-русский дворянский род герба Косцеша.
Живший во второй половине XV века Венедикт из Мнишева имел двух сыновей, Петра и Ивана, из которых первый назвался Мнишевским, а второй от вотчины своей Водын в Подляском воеводстве принял фамилию — Водынский. Сын его, Стефан Водынский, был хорунжим варшавским в 1525 году. Иван Николаевич Водынский и сыновья его, Марк и Андрей, были каштелянами подляскими. Казимир Водынский был чашником подляским (1675—1686). Потомки его внесены в VI часть родословной книги Витебской губернии Российской империи.